# The Brain Leeches
Pour plus de détails, voir Fiche technique et Distribution.
The Brain Leeches (en français : Les sangsues cérébrales) est un film américain réalisé par Fred Olen Ray, sorti en 1978. Il a une durée de 55 minutes et a été réalisé avec un budget de 298 dollars. Le film n’a été montré publiquement qu’une seule fois, bien qu’il soit depuis devenu disponible auprès des distributeurs. Le projet s’est avéré être un tournant dans la carrière de deux des auteurs.

## Synopsis
Un ancien scientifique nucléaire, devenu lutteur professionnel, se bat contre des envahisseurs extraterrestres qui ont pris le contrôle du cerveau des habitants d’une petite ville.

## Distribution
- Paul Jones : le docteur John Hayes
- Marcia Scott : Susan
- Ray Starr : Rusty Fender
- Jennifer Knight : Rose
- Brad Linaweaver : Billy Johnson
- Fred Olen Ray (Brian Wolfe) : Tom[3]

## Production

### Tournage
Le tournage principal a eu lieu en 1978. Le film a été tourné à l’aide d’une vieille caméra Auricon 16 mm et d’une pellicule noir et blanc périmée, vieille de neuf ans, obtenue auprès d’une station de télévision d’Orlando, en Floride, où Fred Olen Ray travaillait,. Les envahisseurs extraterrestres sont représentés par de grandes fourmis en caoutchouc achetées dans un magasin bon marché pour 19 cents chacune,. Les Terriens sous le contrôle mental des extraterrestres ont des yeux entièrement blancs. L’effet spécial a été obtenu en appliquant du ruban adhésif blanc sur les paupières des acteurs. La destruction du quartier général extraterrestre (figurée par la station de télévision où travaillait Fred Olen Ray) a été représentée à l’aide d’images d’archives d’une explosion atomique provenant d’un vieux documentaire 16 mm trouvé dans les archives cinématographiques de la chaîne de télévision.

### Bande originale
La musique du film est un enregistrement du domaine public, Tableaux d'une exposition de Moussorgski, tiré directement d’un « disque bon marché ». Selon Fred Olen Ray : « Aucun effort n’a été fait pour synchroniser la musique avec l’image.». Des parties du film ont été tournées dans un bar, The Foxhead Tavern, à Orlando.
La production de The Brain Leeches a été terminée, dans les limites du budget, pour 298 $,.

### Sortie
En 1991, Fred Olen Ray a déclaré que The Brain Leeches n’avait été montré publiquement qu’une seule fois, et qu’il ne serait jamais vendu pour distribution. Cependant, plus d’un an après sa première projection, des copies du film sont devenues disponibles auprès de distributeurs tels que Sinister Cinema.com,.

## Héritage
Le projet s’est avéré être un moment décisif pour deux des auteurs. L’essayiste politique Brad Linaweaver a été crédité pour sa première d’histoire originale avec The Brain Leeches. L’expérience a changé la carrière de Linaweaver, mettant l’accent sur l’écriture cinématographique et de science-fiction pour le reste de sa vie,,. Le film a également lancé la carrière du prodigieux réalisateur et producteur hollywoodien (et parfois aussi lutteur professionnel) Fred Olen Ray, qui est également connu pour avoir prêté à Quentin Tarantino sa première caméra 16 mm pour réaliser My Best Friend's Birthday. L’association et la collaboration entre Linaweaver et Fred Olen Ray se sont poursuivies jusqu’à la mort de Linaweaver en 2019.